# Raiz quadrada de três

Em um hexágono regular com lados de medida 1, a raiz quadrada de 3 é a distância entre dois lados paralelos.

A raiz quadrada de três, denotada por {\displaystyle {\sqrt {3}}}, é o único número real positivo que elevado ao quadrado resulta em 3. 
Como três não é o quadrado de um número inteiro, sua raiz quadrada é um número irracional. Esta propriedade é geral: se um número inteiro x não é a n-ésima potência exata de outro número inteiro, então sua raiz n-ésima {\displaystyle {\sqrt[{n}]{x}}\,}  é irracional, ou seja, não pode ser expressa como a divisão de dois números inteiros.
Uma aproximação com trinta e seis algarismos significativos é
1,73205 08075 68877 29352 74463 41505 87236 69428 05253 81038 06280 55806...